# Theraps irregularis
Theraps irregularis es una especie de peces de la familia Cichlidae en el orden de los Perciformes.

## Morfología
Los machos pueden llegar alcanzar los 19 cm de longitud total.

## Hábitat
Es una especie de clima tropical que vive entre 26 °C-30 °C de temperatura.

## Distribución geográfica
Se encuentra en la vertiente atlántica de Centroamérica:  cuencas de los ríos  Usumacinta,  Sarstún y  Dulce  en México y Guatemala.